# Chengbei (socken i Kina, Shandong)
Chengbei (kinesiska: 城北乡, 城北) är en socken i Kina. Den ligger i provinsen Shandong, i den östra delen av landet, omkring 170 kilometer sydost om provinshuvudstaden Jinan.
Genomsnittlig årsnederbörd är 1 105 millimeter. Den regnigaste månaden är juli, med i genomsnitt 330 mm nederbörd, och den torraste är januari, med 6 mm nederbörd.